# Silver Lake, Kansas
Silver Lake là một thành phố thuộc quận Shawnee, tiểu bang Kansas, Hoa Kỳ. Năm 2010, dân số của xã này là 1439 người.

## Dân số
Dân số các năm:
- Năm 2000: 1358 người
- Năm 2010: 1439 người